# Cleistocactus sulcifer
Cleistocactus sulcifer är en kaktusväxtart som först beskrevs av Werner Rauh och Curt Backeberg, och fick sitt nu gällande namn av Leuenb.. Cleistocactus sulcifer ingår i släktet Cleistocactus, och familjen kaktusväxter. Inga underarter finns listade i Catalogue of Life.